# EUROMIL

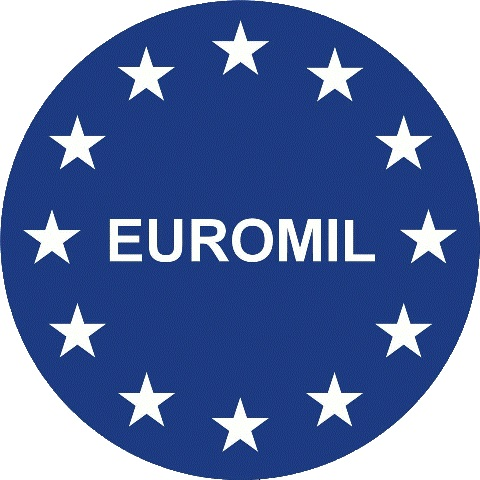
Logo Europejskiej Organizacji Związków Wojskowych (EUROMIL)

Europejska Organizacja Związków Żołnierzy (EUROMIL) – stowarzyszenie wolnych i demokratycznych organizacji wojskowych, którego celem jest wspieranie podstawowych praw i wolności w siłach zbrojnych krajów Europy, a także promowanie europejskiej polityki społecznej oraz interesów zawodowych czynnych i byłych żołnierzy, jak i członków ich rodzin.
Jest organizacją non-profit utrzymującą się ze składek członkowskich.
EUROMIL zrzesza 33 krajowych stowarzyszeń wojskowych i związków zawodowych z 21 krajów Europy.
Z Polski są to:
- Związek Żołnierzy Wojska Polskiego – od 2006,
- Konwent Dziekanów Korpusu Oficerskiego Wojska Polskiego – od 2004.

Misją EUROMIL-u jest promowanie i obrona społeczno-zawodowych interesów żołnierzy wszystkich szczebli oraz ich rodzin, a także: ochrona i kodyfikacja wolności podstawowych i praw człowieka w siłach zbrojnych poprzez ich monitorowanie i propagowanie tych wartości.
Siedziba EUROMIL-u, międzynarodowy sekretariat, znajduje się w Brukseli. Rolą sekretariatu jest koordynowanie wymiany informacji, w szczególności dotyczących najlepszych rozwiązań i doświadczeń, między stowarzyszonymi związkami.
EUROMIL utrzymuje także formalne kontakty z Radą Europy, z Instytucjami Europejskimi, ze Zgromadzeniem Parlamentarnym Paktu Północnoatlantyckiego, z Organizacją Bezpieczeństwa i Współpracy w Europie oraz z Europejską Konfederacją Związków Zawodowych.
Partnerami EUROMIL-u są: Grupa Parlamentarna Parlamentu Europejskiego Działająca na polu Zapobiegania Konfliktom, Europejski Okrągły Stół na Rzecz Bezpieczeństwa, Fundacja Dr. Manfred Wörner Circle oraz Ruch Europejski.